# فیت (سگ دوپا)
فیث (Faith)، سگ ماده‌ای است که دسامبر ۲۰۰۲ در ایالات متحده آمریکا با سه پا به دنیا آمد؛ دو پای کامل عقبی و یک پای بدشکل جلویی؛ که پای جلویی در ۷ ماهگی پس از شروع کاهیدگی قطع شد. مالک او جود استرینگ فیلو هنگامی که سگ مادر سعی داشت توله ناقصش را خفه کند او را پیدا کرد و به خانه آورد. بسیاری از مردم، از جمله پزشکان، پیشنهاد کردند که فیث را با روش اتونازی از بین ببرند. در عوض جود با یک قاشق کره بادام زمینی فیث را تشویق به راه رفتن به شیوه لی لی کردن کرد اما فیث تصمیم گرفت که مثل آدمیان روی دو پا راه برود! کُرکی سگ دیگر خانواده با واق واق کردن فیث را به حرکت کردن بر روی دو پا تحریک می‌کرد. فیث تنها سگ دو پای جهان نیست، سگ دیگری در چیهواهوا در ایالت تگزاس با همین شرایط زندگی می‌کند اما ناگفته پیداست که فیث مشهورترین سگ دو پای جهان است. کتابی با عنوان، با کمی ایمان (with a little faith) بر اساس داستان زندگی فیث منتشر شده است. فیث و صاحبش جود به برنامه تلویزیونی اپرا نیز دعوت شده‌اند.
در ۲۳ سپتامبر ۲۰۱۴ خبر درگذشت فیث از طریق وبگاه رسمی او اعلام شد.